# Dilophus neoinsolitus
Dilophus neoinsolitus är en tvåvingeart som beskrevs av Harrison 1990. Dilophus neoinsolitus ingår i släktet Dilophus och familjen hårmyggor. Inga underarter finns listade i Catalogue of Life.